# Caroline Johansen
Caroline Johansen, född 1862, död 1918, var en dansk missionär. 
Hon sändes 1892 till Kina av Det Danske Missionsselskab (DMS), och tillhörde de första kvinnliga missionärerna i Danmark. 